# Wredna wioska
Wredna Wioska (ang. The Vile Village) – siódmy tom serii książek pt. Serii niefortunnych zdarzeń, napisanej przez Daniela Handlera pod pseudonimem Lemony Snicket. 
Po kolejnej ucieczce przed Olafem, sieroty Baudelaire są powierzone opiece całej wioski o nazwie Wioska Zakrakanych Skrzydlaków. Wydarzenia opisane w tej części serii są jej momentem zwrotnym. 